# Banjo-Pilot
Banjo-Pilot é um jogo de corrida lançado para Game Boy Advance em 2005. Foi desenvolvido pela Rare e publicado pela THQ.
O jogo foi originalmente planejado com o título Diddy Kong Pilot e como sequência para Diddy Kong Racing, lançado para Nintendo 64, mas devido a Rare ter sido comprada pela Microsoft Studios, os personagens da série Donkey Kong, da Nintendo, foram substituídos pelos personagens da série Banjo-Kazooie, pois a Rare não detinha os direitos sobre a franquia Donkey Kong. Este foi também o último jogo da franquia Banjo-Kazooie a ser lançado para um console Nintendo.

## Desenvolvimento
Inicialmente o jogo se chamaria Diddy Kong Pilot. À época, a Rare era uma desenvolvedora secundária da Nintendo e era conhecido por conta dos jogos da franquia Donkey Kong. Por conta disso, o jogo foi originalmente planejado para ser uma sequência do jogo de 1997 Diddy Kong Racing, e contaria com personagens das franquias Donkey Kong e Mario. Embora pudesse ser reproduzido usando o D-pad GBA, O Diddy Kong Pilot permitiu que os jogadores controlassem os personagens inclinando o sistema, pois o cartucho continha a mesma tecnologia de acelerômetro usada em Kirby Tilt 'n' Tumble (2000). A Rare optou por se concentrar em aviões e não em carros porque queria que o jogo se destacasse contra outros pilotos da GBA. A Nintendo e a Rare anunciaram o Diddy Kong Pilot na E3 em maio de 2001 e apresentaram demos para os participantes de lá e no Nintendo Space World em agosto. Jornalistas reagiram positivamente às demos, com elogios particulares pelos visuais.
A Nintendo pretendia lançar o Diddy Kong Pilot em 4 de março de 2002, mas ficou preocupada com sua qualidade na época do Space World. Um programador lembrou que a Nintendo achou que a inclinação não estava funcionando bem, que o LCD do GBA funcionava como pretendido quando alinhado com uma fonte de luz e que um jogo de corrida com aviões não fazia sentido sem o mundo 3D. Era esperado que a Rare terminasse o jogo em outubro de 2001, embora ainda tivesse que implementar vários modos de jogo; o programador acreditava que deveria ter sido cancelado. A política da empresa também complicou o desenvolvimento. Segundo o programador, a Rare era " micro gerenciada em direções diferentes, desconsiderando quaisquer limitações de espaço de hardware ou cartucho ". Em setembro de 2002, o jogo ainda não havia sido lançado e a rival da Nintendo, a Microsoft, adquiriu a Rare. Como a Microsoft não competia no mercado de dispositivos portáteis, a compra não afetou os planos da Rare de produzir jogos para o GBA, mas perdeu o acesso à propriedade intelectual Mario e Donkey Kong da Nintendo.
Por conta disso, os desenvolvedores da Rare foram informados de que precisavam terminar o Diddy Kong Pilot, mas teriam que refazê-lo usando elementos da série Banjo Kazooie. Assim, este novo projeto foi chamado de Banjo-Pilot.